# カナダ滝
カナダ滝（カナダたき、英称：Horseshoe Fallsまたは、Canadian Falls）は、ナイアガラ川にあるナイアガラの滝のひとつで、アメリカとの国境を挟んでカナダ側にある。滝はアメリカ側のゴート島にあるテラピンポイントからカナダ側のテーブルロックの間を流れている。
カナダ滝はカナダ側にあることからその名があるが、馬蹄形の形をしていることから英称で「ホースシュー・フォールズ」とも呼ばれる。滝の幅は671m（2,200ft）、高さは53m（173ft）あり、標高はおおよそ152m（500ft）前後、滝の流れは北方向に向かって流れている。滝壺の深さは滝の高さよりも高くおよそ56m（184ft）ある。
三つあるナイアガラの滝の中でカナダ滝が最も大きく、ナイアガラ川の流れる水量の90%がカナダ滝に流れており、残りの10%がアメリカ滝側に流れている。カナダ滝はその水量から大きな水煙が上がるため、滝の景観を遮ることもしばしばある。
20世紀初頭から水力発電に水源が分けられたため、水煙の量は減る傾向にあったが、近年、水煙の量が再び増え始めている。一説には高層ホテルが滝沿岸に建ち並んだことにより風向きが変わったとされる仮説や、地球温暖化による水温の上昇で蒸発量が増えているのではないかと言われている。
カナダ滝はカナダ側から正面（全景）を見ることができ、アメリカ側からは横からの眺めになる。観光船霧の乙女号は、このカナダ滝の滝壺近くまでを遊覧する。